# 黒い羊 (慣用句)

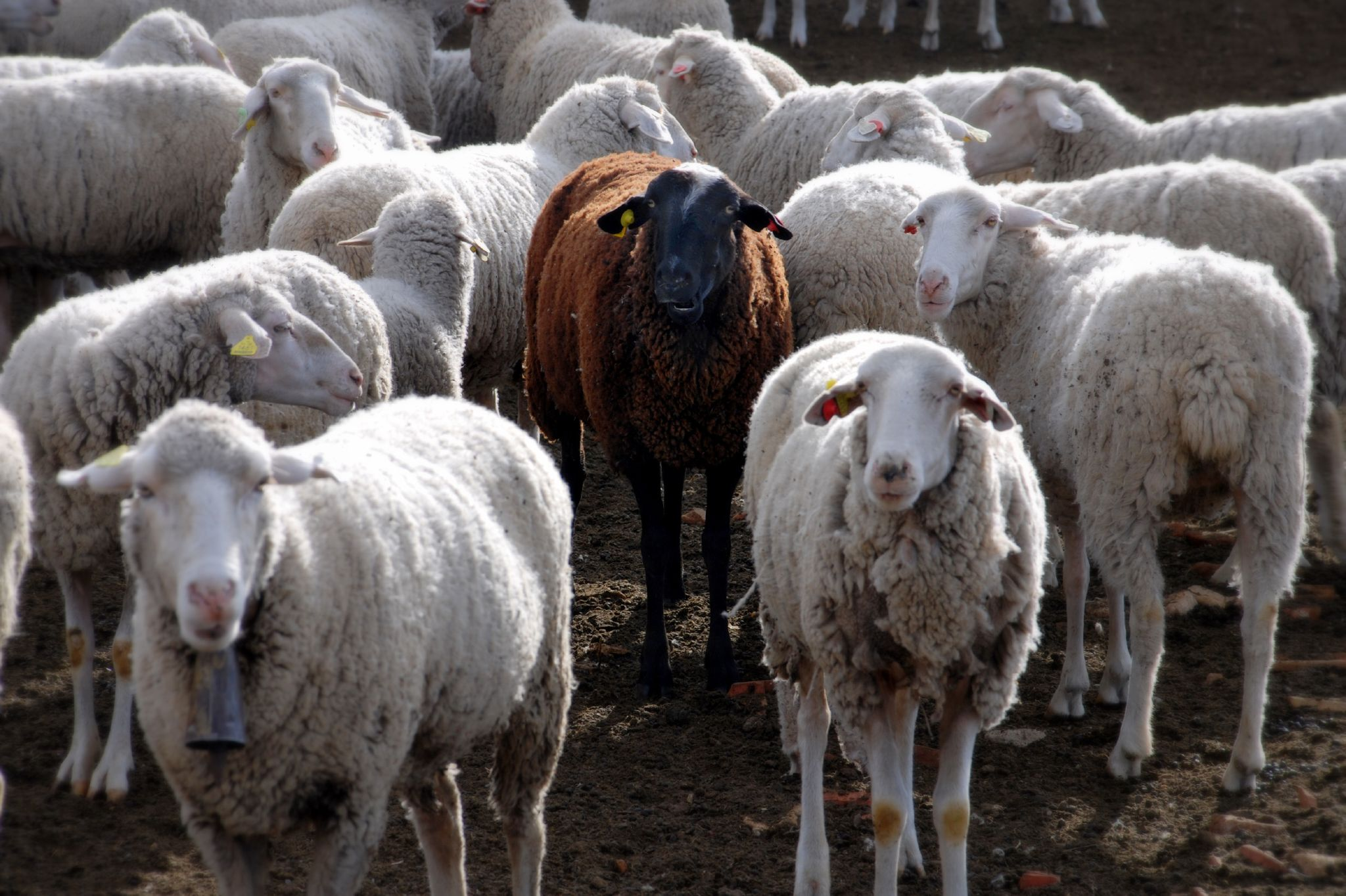
群れの中の「黒い羊」

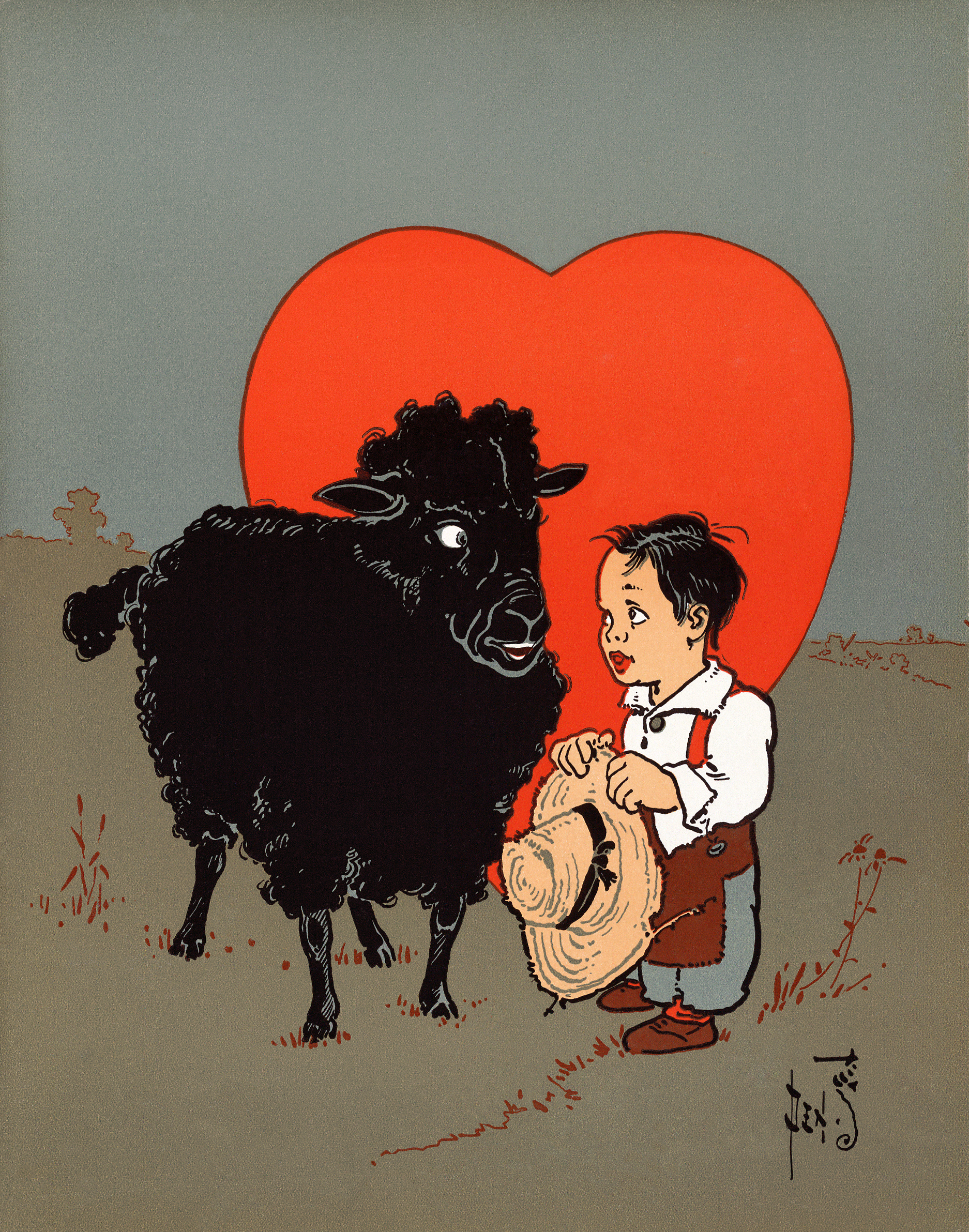
ウィリアム・ウォーレス・デンスロウの「The Black Sheep」1901年のマザー・グース版

英語において、黒い羊（くろいひつじ、black sheep）は、例えば家族内で浮いている人のように、集団内での「身勝手で」異質な成員について説明するために使用される慣用句である。
この言葉は、毛が一般的な白色では無く、黒く変色した羊に由来する。黒く色づいた羊は、群れの中で目立つ存在であり、加えて、黒い羊毛は染色できなかったため、旧来より価値の低いものだと考えられていた。
一般的には「身勝手によって要望や期待から逸脱していること」を暗喩する、否定的な意味合いを持っている。
心理学では、集団の成員が、好感を持つ特定の身内の成員をひいき目に見る一方で、そこから逸脱した身内の成員を、外部者よりも低く見るようになる傾向のことを指して、黒い羊効果 (black sheep effect) と呼称する。

## 概要

### 黒い羊の出生
ほとんどの羊においては、白い羊毛はアルビノによるものではなく、色素の生成を抑える優性遺伝によるものである。つまり、黒い羊毛は劣性遺伝によるものであり、白い雄の羊と白い雌の羊が、それぞれ黒のヘテロ接合である場合、約25%の確率で黒い子羊が生まれる計算となる。実際に、ほとんどの白い羊の品種においては、黒のヘテロ接合を持つ白い羊は、ごくわずかであり、黒い子羊が生まれる可能性は極めて低い。

### 通常の用例
この言葉は、白い羊の群れの中で、ごく稀に黒い羊が生まれることに由来する。黒い羊毛は染色できなかったため、商業的に忌避されるものであった。また、18世紀から19世紀のイギリスでは、黒色の羊は悪魔の印と見なされていた。現在の用例では、それらの否定的な意味合いをいくらか失ってはいるものの、大抵の場合は、集団の中で好ましくないと見なされる特徴や、欠点を持つ成員に対して使われる。
ジェシカ・ミットフォードは、ファシストの貴族一家の中の共産主義者であったことから、自らを「赤い羊」であると述べた。
また、かつてのスペイン第二共和政のバルセロナでは、カタルーニャ語で「黒い羊」を意味する「El Be Negre」という社会風刺を扱う週刊誌が出版されていた。

## 心理学
1988年、あるベルギーの大学生を対象として、「好感の持てるベルギー人学生」や「好感の持てない北アフリカ人学生」などの集団に分類された典型的な人物の印象に対し、それぞれに社交性、礼儀正しさ、暴力性、冷静さなどの特性の好ましさを、7段階で評価する実験が行われた。その結果「好感の持てる」内集団の成員（ベルギー人学生）の評価が最も高く、「好感の持てない」内集団の成員が最も低く、外集団の成員（北アフリカ人学生）は、好感が持てるかどうかに関わらず、その中間に位置することが示された。
この内集団における評価の高低差が、同等の外集団と比較して極端に表れることを「黒い羊効果」という。この効果は、様々な集団間の背景や条件下で示されており、多くの実験では、内集団において、通常よりも評価の高低差があることが導かれている。

### 効果の実証

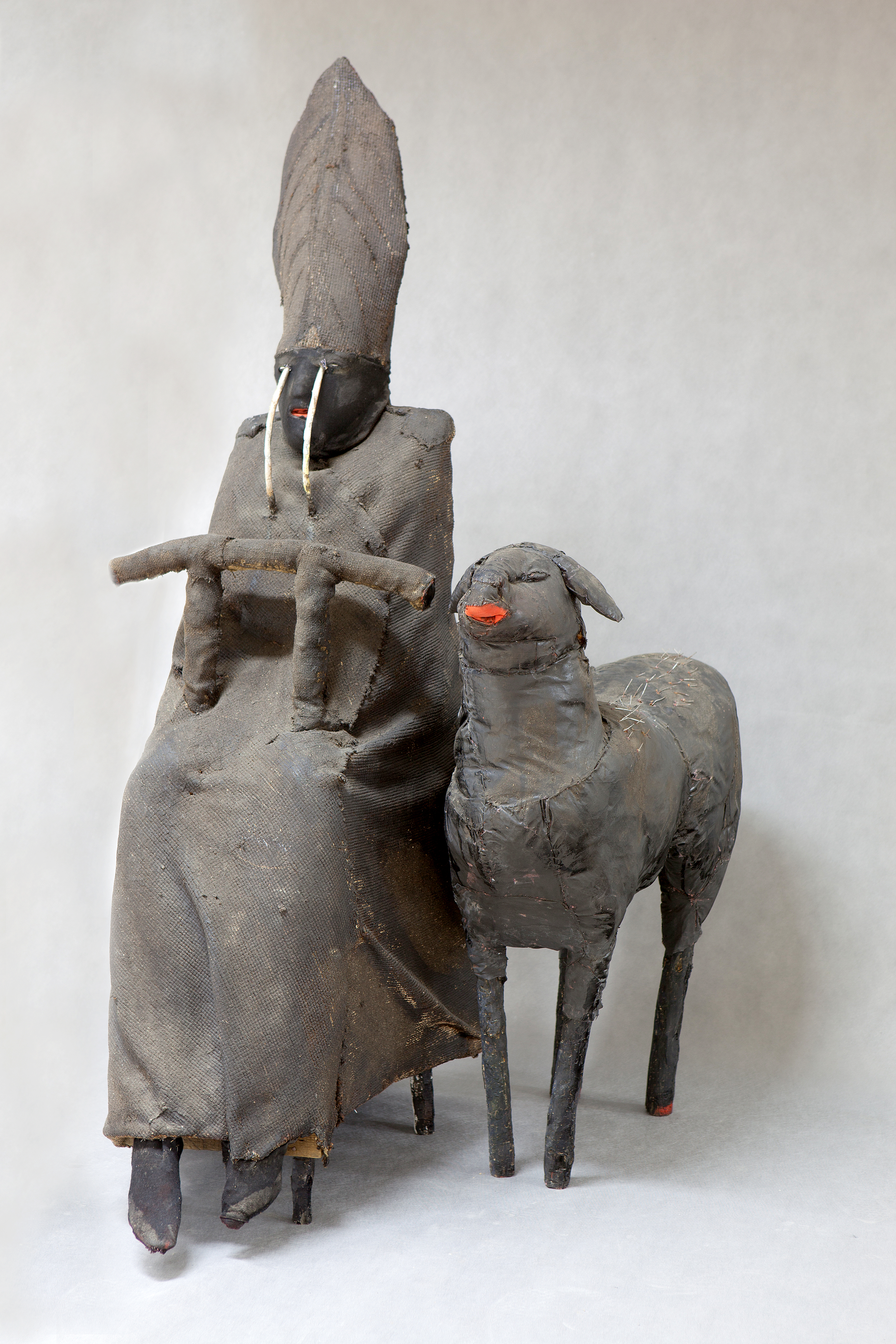
1987年のミロスワフ・バウカによるBlack Pope and Black Sheepの彫像

黒い羊効果に関する実証研究は、主に、社会的自己同一性（アイデンティティ）の研究（社会的アイデンティティ理論や自己カテゴリー化理論）により行われている。集団形成において、その成員は、肯定的、かつ、独自性のある社会的アイデンティティの維持を動機づけられており、結果として、集団の成員は好感の持てる成員を強調し、外集団の成員よりも肯定的に評価することで、内集団の印象を支える、内集団バイアス（身内ひいき）と呼ばれる現象が発生する。
さらに、肯定的な社会的アイデンティティは、集団の基準から逸脱する成員の存在により脅かされる可能性を秘めている。集団の印象を守るため、内集団の成員は、内集団での逸脱した成員に対し、外集団の成員よりも、さらに厳しい評価を行う。これは、その脅威を集団から心理的に切り捨てる行為であると考えられている。
加えて、2003年、エイデルマンとビェルナットは、逸脱した内集団の成員により、個人のアイデンティティまで脅かされることを示した。そして、逸脱した成員の評価の格下げを行うことは、対人関係における差別化を行う個人としての反応であると論じた。また、1998年、カーンとランバートは、効果を強化する可能性のある、同化や比較などの認知プロセスについての、調査の必要性を示している。

### 制約条件
黒い羊効果は広く支持されているものの、例外も発見されている。例えば、白人の参加者は、不適格な黒人に対して、不適格な白人よりも否定的に評価したことが示されている。このように、黒い羊効果に影響を及ぼす、いくつかの要因が存在する。内集団への同一視が高く、関与が積極的なほど、黒い羊効果が発現しやすい。また、逸脱を説明する状況も、黒い羊効果の発生に影響する要因となっている。